# Luciano Slagveer
Luciano Slagveer (Rotterdam, 5 oktober 1993) is een Nederlands-Surinaams voetballer die bij voorkeur als rechtsbuiten speelt. Hij tekende in februari 2025 een halfjarig contract bij TOP Oss.

## Clubcarrière
Slagveer komt uit de jeugdopleiding van FC Emmen, maar kwam door de 'samenwerking' met sc Heerenveen in jeugdopleiding van Heerenveen terecht. Hij debuteerde op 26 januari 2013 in het eerste elftal van Heerenveen, in een uitwedstrijd tegen PEC Zwolle. Hij viel na 79 minuten in voor Filip Đuričić. Op zondag 29 september maakte hij zijn eerste Eredivisiedoelpunt, in de Friese derby tegen SC Cambuur. Hij speelde dat seizoen nog vier wedstrijden voor Heerenveen. Het seizoen erna kreeg hij meer speeltijd. Hij scoorde vier keer in 29 wedstrijden. In het seizoen 2014/15 scoorde hij elf keer in 33 competitiedule, waarmee hij topscorer werd achter Mark Uth (15 goals). In totaal kwam hij in vijf seizoenen 136 keer uit voor de club, waarbij hij 25 keer scoorde.

### Lokeren
Medio 2017 ging Slagveer naar KSC Lokeren. Hij speelde slechts drie wedstrijden voor de club.
Na die drie wedstrijden werd hij verhuurd aan FC Twente. Hij debuteerde op 10 september 2017 tegen Sparta Rotterdam (0-1). Hij kwam dat seizoen 21 keer uit voor Twente. Hij scoorde zijn enige doelpunt op op 17 september 2017, tegen FC Utrecht.
Medio 2018 verhuurde Lokeren Slagveer aan FC Emmen. Hij speelde dat seizoen 26 wedstrijden voor Emmen, waarbij hij drie keer scoorde.

### Emmen
In september 2019 maakte Slagveer definitief de overstap naar Emmen. Hij kwam dat seizoen minder in actie, maar scoorde wel een belangrijk doelpunt tegen Feyenoord (3-3). Hij speelde slechts 10 wedstrijden.

### Puskás Akadémia
In januari 2020 ging Slagveer naar Puskás Akadémia FC in Hongarije. In vijf jaar speelde hij voor de club 128 wedstrijden, waarbij hij 19 doelpunten maakte. Hij speelde naast competitie- en bekerwedstrijden ook duels in de kwalificatie voor de UEFA Conference League, tegen FC Inter Turku, FK RFS en Vitória SC.

### TOP Oss
Na vijf jaar in Hongarije keerde Slagveer in januari 2025 terug naar Nederland, bij TOP Oss. Hij debuteerde voor de club op 7 februari, tegen FC Eindhoven (0-3). Hij kwam tien minuten voor tijd in de ploeg voor Jules Van Bost. In 13 wedstrijden gaf hij zes assists.

## Interlandcarrière
Slagveer speelde onder meer zes wedstrijden voor Nederland –17. Hij debuteerde in 2013 in Nederland –21. In maart 2024 debuteerde hij voor het Surinaams voetbalelftal, in een vriendschappelijke wedstrijd tegen Martinique (1-1). Hij kwam tien minuten voor tijd in de ploeg voor Jaden Montnor.

## Clubstatistieken
| Seizoen                    | Club               | Competitie        | Competitie | Competitie | Beker | Beker | Overig | Overig | Totaal | Totaal |
| Seizoen                    | Club               | Competitie        | Wed.       | Dlp.       | Wed.  | Dlp.  | Wed.   | Dlp.   | Wed.   | Dlp.   |
| -------------------------- | ------------------ | ----------------- | ---------- | ---------- | ----- | ----- | ------ | ------ | ------ | ------ |
| 2012/13                    | sc Heerenveen      | Eredivisie        | 2          | 0          | 1     | 0     | 1*     | 0*     | 4      | 0      |
| 2013/14                    | sc Heerenveen      | Eredivisie        | 25         | 2          | 2     | 1     | 2*     | 1*     | 29     | 4      |
| 2014/15                    | sc Heerenveen      | Eredivisie        | 33         | 11         | 1     | 0     | 4*     | 1*     | 38     | 12     |
| 2015/16                    | sc Heerenveen      | Eredivisie        | 30         | 5          | 3     | 0     | 0      | 0      | 33     | 5      |
| 2016/17                    | sc Heerenveen      | Eredivisie        | 27         | 4          | 3     | 0     | 2*     | 0*     | 32     | 4      |
| 2017/18                    | KSC Lokeren        | Eerste klasse     | 3          | 0          | 0     | 0     | 0      | 0      | 3      | 0      |
| 2017/18                    | → FC Twente        | Eredivisie        | 19         | 1          | 2     | 0     | 0      | 0      | 21     | 1      |
| 2018/19                    | → FC Emmen         | Eredivisie        | 24         | 3          | 2     | 0     | 0      | 0      | 26     | 3      |
| 2019/20                    | FC Emmen           | Eredivisie        | 9          | 2          | 1     | 0     | 0      | 0      | 10     | 2      |
| 2019/20                    | Puskás Akadémia FC | Nemzeti Bajnokság | 16         | 2          | 4     | 2     | 0      | 0      | 20     | 2      |
| 2020/21                    | Puskás Akadémia FC | Nemzeti Bajnokság | 28         | 4          | 4     | 2     | 0      | 0      | 32     | 6      |
| 2021/22                    | Puskás Akadémia FC | Nemzeti Bajnokság | 25         | 2          | 2     | 0     | 4      | 0      | 31     | 2      |
| 2022/23                    | Puskás Akadémia FC | Nemzeti Bajnokság | 18         | 4          | 5     | 2     | 1      | 0      | 24     | 6      |
| 2023/24                    | Puskás Akadémia FC | Nemzeti Bajnokság | 20         | 1          | 1     | 0     | 0      | 0      | 21     | 1      |
| 2024/25                    | TOP Oss            | Eerste divisie    | 13         | 0          | 0     | 0     | 0      | 0      | 13     | 0      |
| Carrière totaal            | Carrière totaal    | Carrière totaal   | 292        | 34         | 31    | 5     | 14     | 2      | 337    | 48     |
| Bijgewerkt t/m 6 juni 2025 |                    |                   |            |            |       |       |        |        |        |        |

* wedstrijden en doelpunten in de play-offs om Europees voetbal